# 栃木県道3号宇都宮亀和田栃木線
栃木県道3号宇都宮亀和田栃木線（とちぎけんどう3ごう うつのみやかめわだとちぎせん）は、栃木県宇都宮市から鹿沼市亀和田町を経由し栃木市に至る県道（主要地方道）である。

## 概要
宇都宮市西川田本町から壬生町上田までの区間が他の国道・県道と重複しており、宇都宮市市街地外郭部で宇都宮環状道路の一部を構成する宮環上戸祭町交差点 - 西川田本町交差点の区間と、壬生町上田から栃木市西方地域を経由し東武日光線に沿って栃木市まで南下する区間に実質役割が分離している。
国道293号が一部重複する、鹿沼市・栃木市境の思川にかかる小倉橋から栃木市までの区間は日光例幣使街道の一部である。
栃木市内では都市計画道路3・3・3号小山栃木都賀線の一部としてバイパス建設が進み、小山栃木都賀線の北側では直結する形で金井家中バイパスが4車線で開通している。旧道（例幣使街道）の一部区間はすでに県道の指定を外れている。

### 路線データ
- 起点：栃木県宇都宮市上戸祭町（宮環上戸祭町交差点 = 国道119号・栃木県道157号下岡本上戸祭線交点）
- 終点：栃木県栃木市万町（万町交番前交差点 = 栃木県道2号宇都宮栃木線・栃木県道11号栃木藤岡線交点）
- 総延長：31.344 km（旧道・新道区間除く）[1]
- 実延長：25.709 km（旧道・新道区間除く）[1]
- 認定：1974年（昭和49年）2月5日

## 歴史
- 1993年（平成5年）5月11日 - 建設省から、県道宇都宮亀和田栃木線が宇都宮亀和田栃木線として主要地方道に指定される[2]。

## 路線状況

### 通称
宇都宮環状道路
前述の通り、本県道の宇都宮市上戸祭町起点から西川田本町交差点までの部分が宮環西側区間に該当している。
日光例幣使街道
終点の栃木市市街地から国道293号と合流する栃木市西方町金崎小倉橋西交差点までの区間の旧道が該当。途中通過する栃木市都賀町合戦場や栃木市西方町金崎はかつての例幣使街道の宿場町である。

### 重複区間
- 国道121号新道（宇都宮市さつきロード入口交差点 - 宇都宮市西川田本町交差点）
- 国道121号現道（宇都宮市西川田本町交差点 - 壬生町上田交差点）
- 栃木県道2号宇都宮栃木線（宇都宮市西川田本町交差点 - 壬生町淀橋南交差点）
- 栃木県道65号鹿沼下野線（壬生町淀橋南交差点 - 壬生町上田交差点）
- 国道293号（鹿沼市小倉橋東交差点 - 栃木市西方町元）

## 地理

### 通過する自治体
- 宇都宮市
- 下都賀郡壬生町
- 鹿沼市
- 栃木市

### 交差する道路

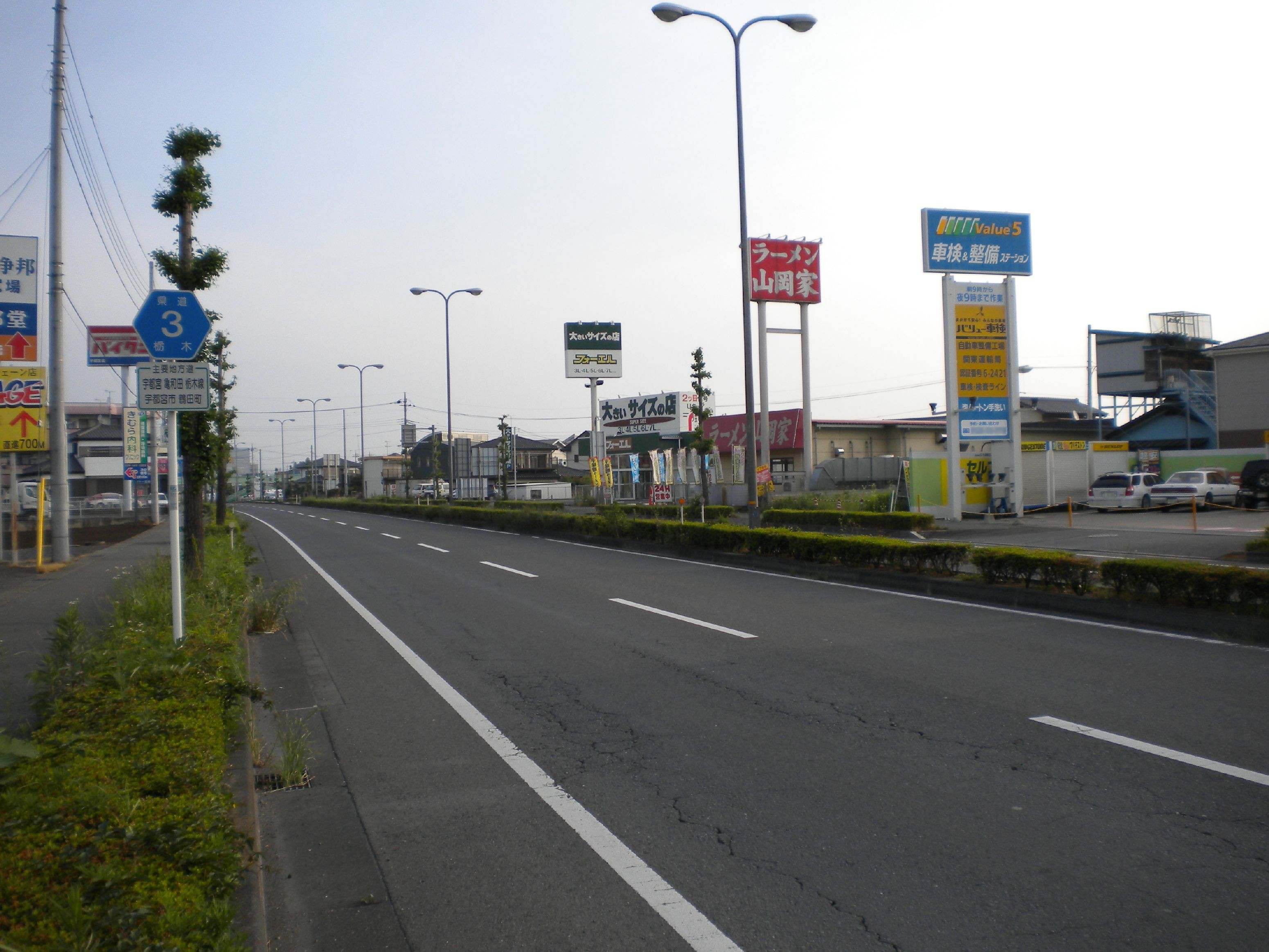
宇都宮市鶴田町付近
（宇都宮環状道路西側区間）

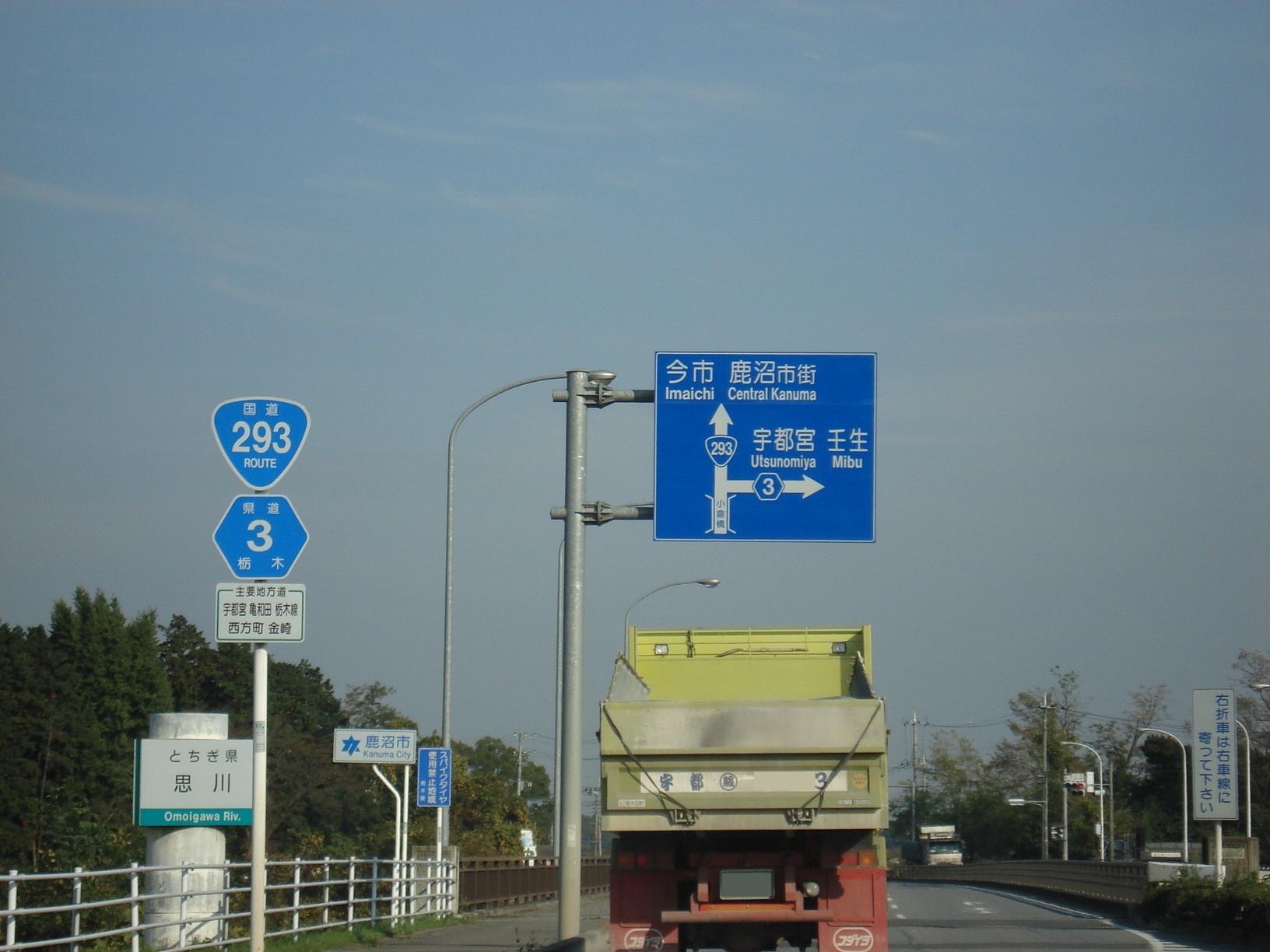
栃木市西方町金崎付近
（国道293号との重複区間）

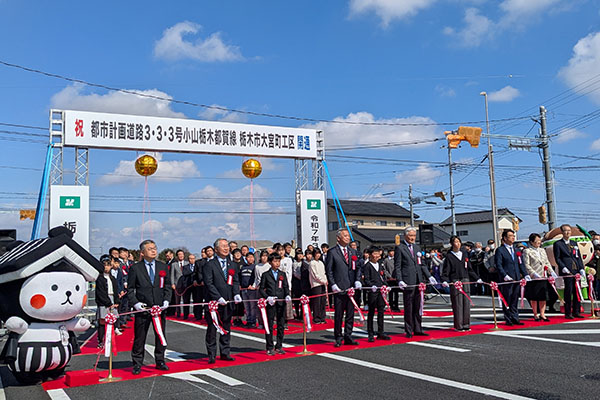
都市計画道路小山栃木都賀線の開通式（2025年3月9日）

交差する道路の特記がないものは市道・町道。
| 交差する道路                                                      | 交差する道路                                | 交差点名 | 交差点名         |
| ----------------------------------------------------------------- | ------------------------------------------- | -------- | ---------------- |
| 国道119号宇都宮環状北道路、栃木県道157号下岡本上戸祭線 平出町方面 |                                             |          |                  |
| 国道119号（日光街道）                                             | 国道119号（日光街道）                       | 宇都宮市 | 宮環上戸祭町     |
| 栃木県道22号大沢宇都宮線（新里街道）                              | 栃木県道22号大沢宇都宮線（新里街道）        | 宇都宮市 | 細谷町           |
| 栃木県道70号宇都宮今市線（大谷街道）                              | 栃木県道70号宇都宮今市線（大谷街道）        | 宇都宮市 | 駒生町           |
| 栃木県道4号宇都宮鹿沼線（鹿沼街道）                               | 栃木県道4号宇都宮鹿沼線（鹿沼街道）         | 宇都宮市 | 鹿沼街道入口     |
| 栃木県道6号宇都宮楡木線（鹿沼インター通り）                       | 栃木県道6号宇都宮楡木線（鹿沼インター通り） | 宇都宮市 | 宮環鶴田陸橋     |
| 栃木県道155号羽生田鶴田線（羽生田街道）                           | 栃木県道155号羽生田鶴田線（羽生田街道）     | 宇都宮市 | 下砥上町         |
| -                                                                 | 国道121号新道                               | 宇都宮市 | さつきロード入口 |
| 国道121号 栃木県道2号宇都宮栃木線（栃木街道）                     | -（屈折）                                   | 宇都宮市 | 西川田本町       |
| 栃木県道2号宇都宮栃木線（栃木街道） 栃木県道65号鹿沼下野線        | -（屈折）                                   | 壬生町   | 淀橋南           |
| 栃木県道172号上田壬生線（上田街道）                               | 国道121号 栃木県道65号鹿沼下野線            | 壬生町   | 上田             |
| 栃木県道155号羽生田鶴田線（羽生田街道）                           |                                             | 壬生町   |                  |
| 栃木県道71号羽生田上蒲生線                                        | -                                           | 壬生町   |                  |
| 国道352号（壬生通り）                                             | 国道352号（壬生通り）                       | 鹿沼市   | 北赤塚十字路     |
| -（屈折）                                                         | 国道293号 鹿沼南バイパス                    | 鹿沼市   | （亀和田町）     |
| 栃木県道131号金崎停車場線 （旧道）（例幣使街道）                  | -                                           | 栃木市   | 小倉橋西         |
|                                                                   | 栃木県道177号上久我栃木線                   | 栃木市   | 工業団地入口     |
| -                                                                 | 国道293号 栃木県道177号上久我栃木線         | 栃木市   |                  |
| （旧道）（日光例幣使街道）                                        | （旧道）（日光例幣使街道）                  | 栃木市   | 上新田           |
| 北関東自動車道                                                    | 北関東自動車道                              | 栃木市   | 都賀IC           |
| 栃木県道221号国谷家中停車場線                                     | バイパス                                    | 栃木市   | 都賀I.C南        |
| -（屈折）                                                         | （旧道）（日光例幣使街道）                  | 栃木市   | 橋本北           |
|                                                                   | 栃木県道288号大橋家中線                     | 栃木市   | 橋本南           |
| 栃木県道296号小山都賀線                                           | 栃木県道221号国谷家中停車場線               | 栃木市   | 家中駅入口       |
| 栃木県道296号小山都賀線旧道                                       |                                             | 栃木市   | 家中             |
|                                                                   |                                             | 栃木市   | 合戦場           |
| -                                                                 |                                             | 栃木市   | 平柳町1丁目      |
| 栃木県道309号栃木環状線（栃木バイパス）                           | 栃木県道309号栃木環状線（栃木バイパス）     | 栃木市   | 大町             |
| 栃木県道117号新栃木停車場線                                       | 栃木県道32号栃木粕尾線                      | 栃木市   | 新栃木駅入口     |
| 栃木県道2号宇都宮栃木線（宇都宮街道）                             | 栃木県道32号栃木粕尾線旧道（鍋山街道）      | 栃木市   | 万町交番前       |
| 栃木県道11号栃木藤岡線 栃木駅・藤岡方面                           |                                             |          |                  |

### バイパス区間
- 栃木県道221号国谷家中停車場線（栃木市都賀町家中・都賀IC南交差点）
- 栃木県道296号小山都賀線（栃木市都賀町家中・家中駅東交差点）
- 栃木県道2号宇都宮栃木線、栃木県道309号栃木環状線（栃木市平柳町・平柳町東口交差点）
- 栃木県道44号栃木二宮線（栃木市今泉町1丁目・丸沼長瀞公園南交差点）